# Szalmatercs
Szalmatercs ist eine ungarische Gemeinde im Kreis Szécsény im Komitat Nógrád.

## Geografische Lage
Szalmatercs liegt in Nordungarn, 12,5 Kilometer nordwestlich des Komitatssitzes Salgótarján, 10 Kilometer nordöstlich der Kreisstadt Szécsény, an den Flüssen Ménes-patak und Hagymás-patak. Nachbargemeinden sind Karancsság, Piliny und Endrefalva.

## Geschichte
Im Jahr 1913 gab es in der damaligen Kleingemeinde 93 Häuser und 450 Einwohner auf einer Fläche von 1320 Katastraljochen. Sie gehörte zu dieser Zeit zum Bezirk Szécsény im  Komitat Nógrád.

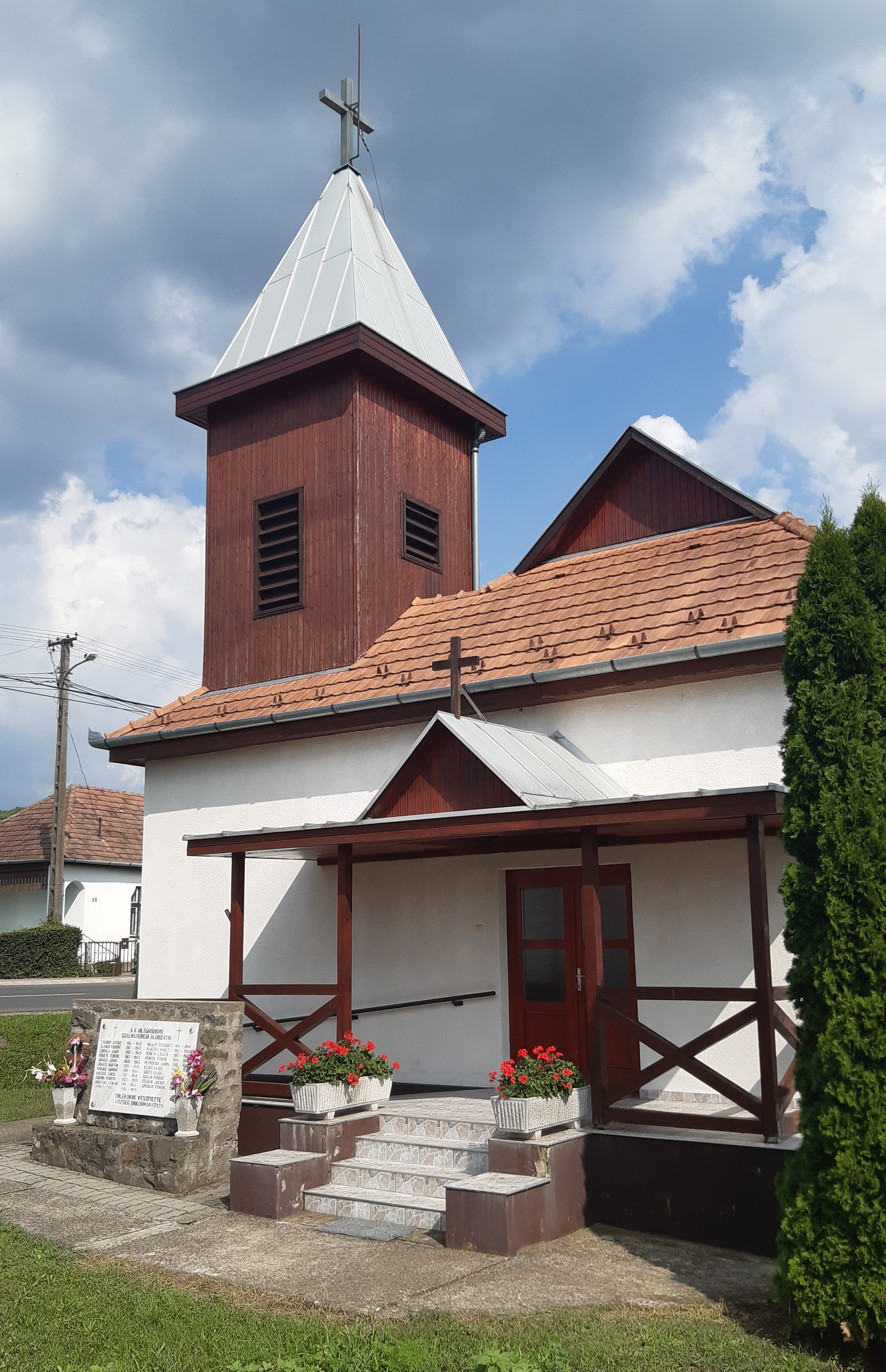
Römisch-katholische Kapelle Szent Imre

## Infrastruktur
Im Ort gibt es Kulturhaus, Bücherei, Bürgermeisteramt sowie eine römisch-katholische Kapelle. Wirtschaftlich ist der Ort geprägt durch Landwirtschaft und Handel. Im kulturellen Bereich pflegt der Chor Búzavirág Népdalkör die Tradition ungarischer Volksmusik.

## Söhne und Töchter der Gemeinde
- Ernő Bánk (1883–1992), Grafiker und Maler

## Sehenswürdigkeiten
- Bronzeskulptur Szarvas, erschaffen 1973 von Tibor Borbás
- Grotte Lourdesi barlang
- Landhaus Ruttkay (Ruttkay-kúria), erbaut im 18. Jahrhundert
- Römisch-katholische Kapelle Szent Imre

## Verkehr
Durch Szalmatercs verläuft die Hauptstraße Nr. 22. Die nächstgelegenen Bahnhöfe befinden sich in östlicher Richtung in Zagyvapálfalva und in westlicher Richtung in Szécsény und Ludányhalászi.